# Fus mitotic

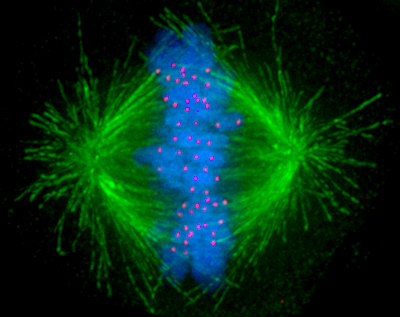
Cromozomii (cu albastru), kinetocorii (cu roz) și microtubulii (cu verde) ce se aliniază în fusul de diviziune în metafaza mitotică.

În biologia celulară, fusul mitotic sau fusul de diviziune este o structură citoscheletică specifică celulei eucariote care se formează în timpul diviziunii celulare și are ca scop separarea cromatidelor surori care vor face parte din celulele fiice (în mitoză) sau din gameți (în meioză). În afară de cromozomi, fusul de diviziune este format din sute de molecule proteice, în special microtubuli.